# اقتصاد شیلی

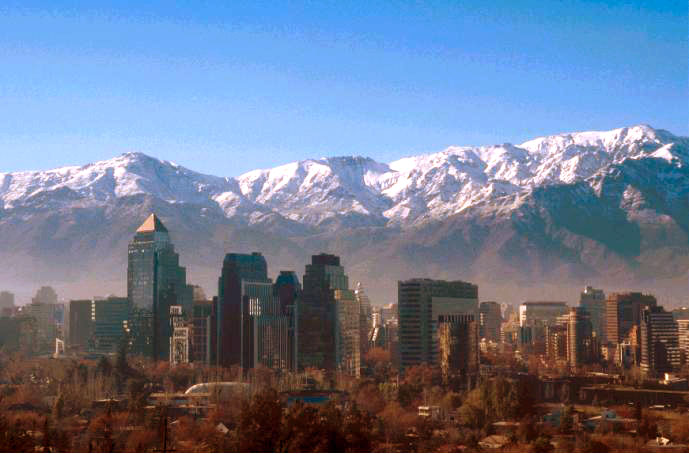
ساتیاگو مرکز اقتصادی شیلی است.

اسکناسهای شیلی که فعلاً رایج هستند.

پس از یک دهه رشد چشمگیر نرخها، شیلی یک رکود متعادل اقتصادی را در سال ۱۹۹۹ تجربه نمود، که در اثر رکود اقتصاد جهانی ایجاد شده بود. اقتصاد تا سال ۲۰۰۳ در حالت حلزون وار خود باقی‌ماند تا زمانی که نشانه‌هایی واضح از بهبود، با دستیابی به رشد واقعی تولید ناخالص ملی| GDP نمایان شد. اقتصاد شیلی سال ۲۰۰۴ را با رشد ٪۱/۶ به پایان رساند. شیلی در مسیر دستیابی به رشد واقعی GDP در حدود ٪۶ در سال ۲۰۰۵ قرار گرفت، عمدتاً در اثر قیمتهای تراز رکورد برای مس بود.
شیلی کلاً سیاست‌های منطقی و مناسب اقتصادی را برای مدت تقریباً سه دهه دنبال نموده‌است. دولت نظامی ۹۰–۱۹۷۳ برخی از شرکت‌های تحت مالکیت دولت را فروخت، و سه دولت دموکراتیک از سال ۱۹۹۰ به بعد نیز روند خصوصی‌سازی را ادامه دادند اما با گامی آهسته‌تر. نقش دولت در اقتصاد عمدتاً به مقررات (نظام دهی) محدود می‌شود، اما دولت به عملیات خود در استخراج معادن عظیم مس توسط شرکت کودلکو| CODELCO و تعدادی شرکت‌های دیگر ادامه می‌دهد. شیلی به شدت به بازار آزاد وفادار است و از مقادیر معتنابه سرمایه‌گذاری خارجی استقبال می‌کند. شیلی توافق نامه‌های تجارت آزاد (FTAs) را با تعدادی از منابع اقتصادی مهم از جمله یک FTA با آمریکا به امضاء رسانده‌است، که در سال ۲۰۰۳ امضاء شد و در ژانویه ۲۰۰۴ به مرحله اجرا درآمد. در چند سال اخیر، شیلی توافقنامه‌های تجارت آزادی را با اتحادیه اروپا، کره جنوبی، زلاند نو، سنگاپور، برونئی، و جمهوری خلق چین به امضاء رسانده‌است. این کشور در سال ۲۰۰۵ به یک توافق جزئی تجاری با هند رسید و مذاکراتی را برای انعقاد توافقنامه‌های تمام عیار تجارت آزاد با هند و ژاپن در سال ۲۰۰۶ آغاز نمود. پس‌انداز فراوان داخلی و نرخهای بالای سرمایه‌گذاری نیز به چرخه اقتصاد شیلی کمک نمود تا نرخهای متوسط رشد آن به ٪۸ در دهه ۱۹۹۰ برسد. نظام پرداخت مقرری خصوصی شده ملی (AFP) موجب تشویق سرمایه‌گذاری داخلی شد و به پس‌انداز کلی داخلی برآورد شده با نرخ تقریباً ٪۲۱ GDP کمک نمود. اما، سیستم مقرری AFP نیز عاری از انتقادات برخی نبود که، بیان می‌نمایند نرخهای پوشش دهی آن (تنها ٪۵۵ از جمعیت کارگر را پوشش می‌دهد) نسبت به کل گروه‌هایی همچون افراد خود اشتغال، خارج از سیستم پایین می‌باشد. همچنین انتقادی راجع به ناکارآیی و هزینه‌های بالا در اثر فقدان رقابت میان درآمدهای حاصل از این مقرری‌ها، وجود داشته‌است. منتقدان از راه‌های گریزی در استفاده از پس‌اندازهای مقرری صحبت می‌نمایند که از پرداختهای کلی عمده برای خرید خانه دوم یا پرداخت هزینه‌های دانشگاه به عنوان ضعف اساسی سیستم پرداخت مقرری مزبور وجود دارد.

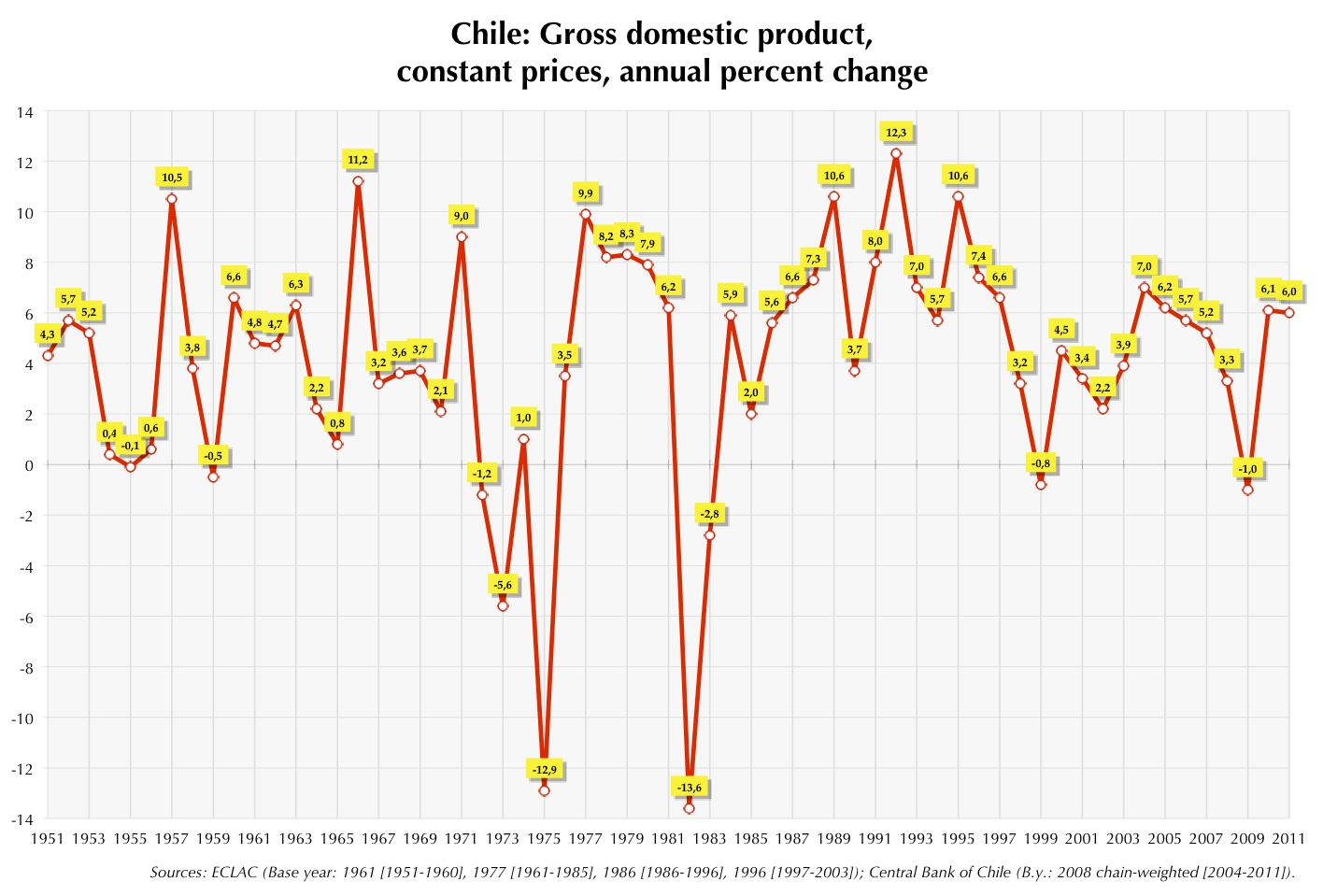
رشد تولید ناخالص ملی از سال ۱۹۸۰ تاکنون

بیکاری در سال‌های اخیر روند نزولی بین دامنه ٪۱۰-٪۸ داشته، و مقدار میانگین آن برای دهه ۱۹۹۰ بالای ٪۶-٪۵ بوده‌است. بیکاری در پایان سال ۲۰۰۴ با وجود رشد اقتصادی بالا، در سطح ٪۸/۸ باقی‌ماند. بیشتر ناظران خارجی نرخ بیکاری بالا را در شیلی به دلیل وجود قانون (های) کار پیچیده و محدودکننده، سرزنش می‌کنند. دستمزدها در نتیجه بهره‌وری بیشتر، و جهش معیارهای زندگی ملی، از تورم سریعتر افزایش پیدا می‌کند. بر اساس ادعای رئیس جمهور اسبق ریکاردو لاگوس، درصد شیلیایی‌ها با درآمد زیر خط فقر- که به عنوان دوبرابر هزینه ارضاء‌کننده حداقل نیازهای غذایی است- از ٪۴۶ در سال ۱۹۸۷ به حدود ٪۸/۱۸ در سال ۲۰۰۵ تنزل یافت. اما منتقدان در شیلی، دربارهٔ ارقام واقعی فقر صحبت می‌نمایند که بیشتر ارقام رسمی منتشر شده می‌باشد.
در سال۲۰۰۶، بر طبق آمار منتشره از سوی سازمان اینفورماتیکا CAS شیلی حدود ٪۵۸ از مردم شیلی نزدیک یا در زیر سطوح فقر؛ و ٪۶/۲۶ در فقر شدید زندگی می‌نموده‌اند. <نام مرجع= «شیلی و فقر» /> با وجود برخورداری از یک تولید ناخالص ملی نسبتاً بالاتر و اقتصادی قدرتمندتر نسبت به بیشتر کشورهای آمریکای لاتین، شیلی نیز از ناهنجارترین توزیع ثروت| توزیعات ثروت در جهان رنج می‌برد، که تنها برزیل در ناحیه آمریکای لاتین از آن جلوتر است و حتی در پشت کشورهای در حال توسعه زیر صحرای آفریقایی نیز قرار می‌گیرد. ۱۰ درصد از ثروتمندترین صدکهای جمعیت شیلی، ۴۷ درصد از کل ثروت کشور را در اختیار دارند.
در ارتباط با توزیع درآمد، حدود ٪۲/۶ از جمعیت کشور جزو گروه با درآمد بالا هستند، ٪۱۵ جزو مجموعه متوسط، ٪۲۱ جزو گروه پایین متوسط جامعه، ٪۳۸ از دسته پایین درآمدی، و ٪۲۰ نیز شدیداً فقر هستند.
بانک مرکزی| بانک مرکزی مستقل شیلی از سیاست حفظ تورم بین نرخ ٪۲ تا ٪۴ پیروی می‌کند. تورم از سال ۱۹۹۸ از ٪۵ تجاوز نکرده‌است. شیلی نرخ تورم ٪۴/۲ را برای سال۲۰۰۴ ثبت کرده‌است. در سال۲۰۰۵، تورم به رقم تخمینی ٪۷/۳ رسید. بیشتر شدن تقاضای مورد انتظار داخلی به همراه قیمتهای بالاتر انرژی در جهان سبب بیشتر شدن رشد تورمی در سال ۲۰۰۵ گردید. بالارفتن سریع ارزش پزوی شیلی در برابر دلار آمریکا در سال‌های ۲۰۰۴ و ۲۰۰۵ موجب پایین نگهداشتن تورم گردید در حالی که در عین حال تقویت پزو در بیشتر شدن مصرف مورد انتظار داخلی نقش داشته‌است. پرداخت دستمزدهای بیشتر و تصمیمات مربوط به مخارجی (هزینه‌ها) که فهرست شده‌است، موجب کاهش بی‌ثباتی تورم شده‌است. بر اساس نظام مقرری خصوصی اجباری، بیشتر کارمندان رسمی این بخش ٪۱۰ از حقوقشان را به صندوقهای مدیریت شده خصوصی واریز نموده‌اند.
کل سرمایه‌گذاری مستقیم خارجی در سال ۲۰۰۴ از ۵/۲ میلیارد دلار در سال۲۰۰۳، به ۱/۷ میلیارد دلار افزایش یافت. هردو نوع سرمایه‌گذاری داخلی و خارجی در شیلی طی دوره رشد کندتر اقتصادی از سال ۲۰۰۳–۱۹۹۹ کاهش یافته بود، اما هم‌اکنون ظاهراً شدیداً در حال بهبود می‌باشد. دولت شیلی در اوایل سال ۲۰۰۲ خود را موظف دانست تا یک سری از اصلاحات اقتصادی خرد| اقتصاد خرد را طراحی نماید تا انگیزه‌ای برای سرمایه‌گذاری خصوصی ایجاد کند. دولت همچنین تشویق نمود تا از شیلی به عنوان یک «سکوی سرمایه‌گذاری» برای شرکت‌های چند ملیتی جهت برنامه‌ریزی برای عنلیات در این منطقه استفاده شود. رویکرد مورد استقبال شیلی نسبت به سرمایه‌گذاری مستقیم خارجی در قانون سرمایه‌گذاری خارجی کشور تدوین شده‌است که با سرمایه‌گذاران خارجی همانند سرمایه‌گذاران داخلی شیلی رفتار می‌نماید. ثبت (سرمایه) ساده و شفاف است، و برای سرمایه‌گذاران خارجی دستیابی به بازار رسمی ارز خارجی جهت بازگرداندن سودها و سرمایه‌شان تضمین شده‌است. توتفق نامه تجارت آزاد آمریکا- شیلی موجب اعتراضات تعدادی از دیگر سرمایه‌گذاران شد.

## تجارت خارجی

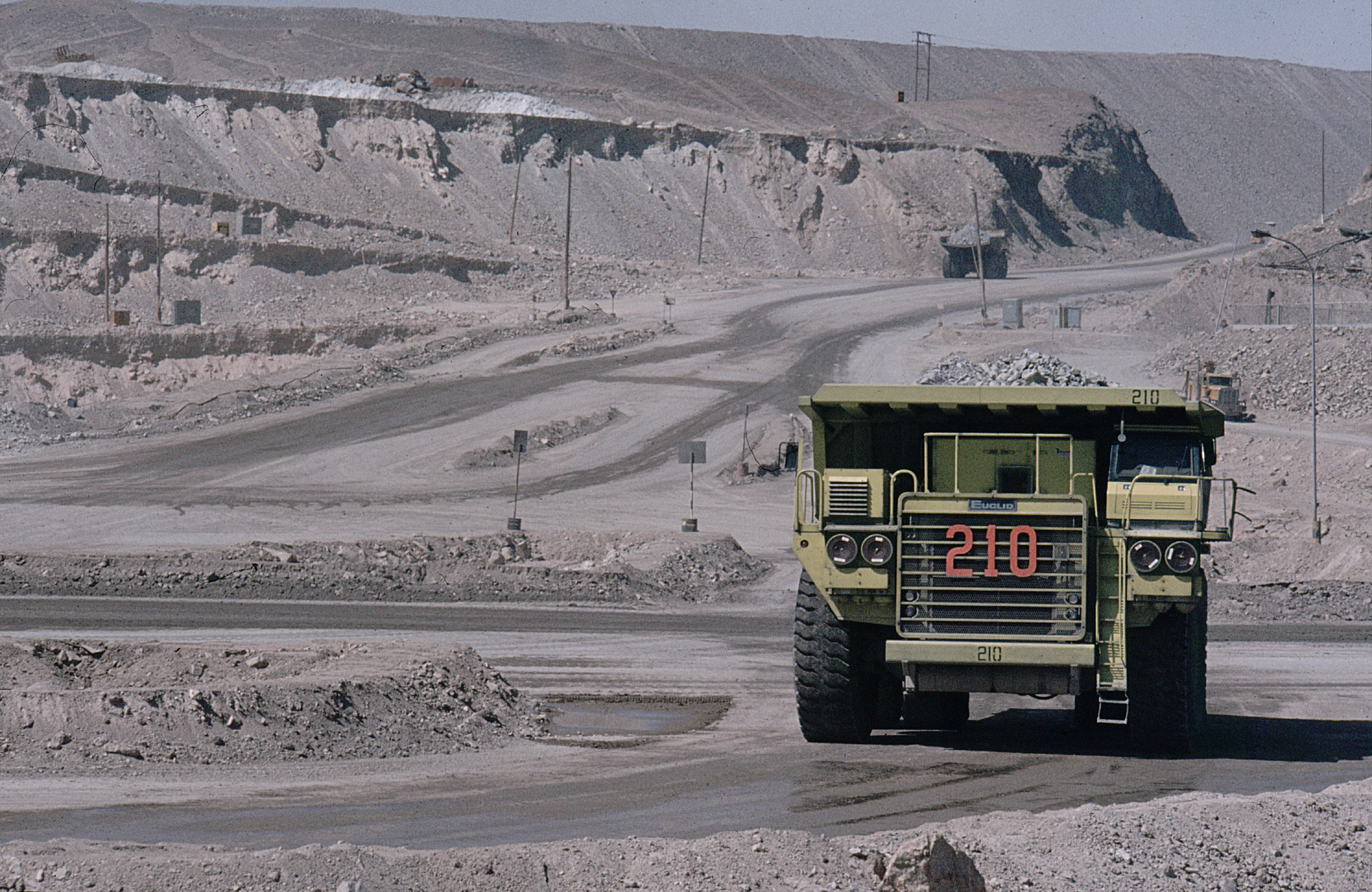
چوکویکاماتا بزرگ‌ترین معدن سر باز

اقتصاد شیلی شدیداً به تجارت بین‌المللی وابسته‌است. در سال۲۰۰۵، کارشناسان میزان آن را حدود ٪۳۷ تولید ناخالص ملی بیان نموده‌اند. این رقم تاحدودی قیمتهای ثبت شده مس را در جهان دچار آشفتگی می‌سازد. از لحاظ سنتی نیمرخ کل تجارت شیلی به صادرات مس وابستگی داشته‌است، و افزایش در قیمتهای مس آن را بیشتر تقویت نموده‌است. شرکت دولتی CODELCO کودلکو بزرگ‌ترین شرکت تولید مس با ذخایر ثبت شده ۲۰۰ساله مس می‌باشد. شیلی تلاش نموده تا صادرات غیرسنتی را افزایش دهد. در سال۱۹۷۵، صادرات غیرمعدنی حدود ٪۳۰ کل صادرات فعلی را تشکیل می‌دادند در حالی که هم‌اکنون بالغ بر ٪۶۰ می‌باشند. مهم‌ترین صادرات غیرمعدنی محصولات جنگلداری و چوب، میوه تازه و غذای فرآوری شده، غذای ماهی و دریایی، و شراب هستند. تراز تجاری برای سال۲۰۰۵، نشان دهنده یک مازاد ۸ میلیارد دلاری است. کل صادرات در سال ۲۰۰۵، ۳۸ میلیارد دلار بوده، یعنی تقریباً ٪۲۰ بیش از سال ۲۰۰۴. بازارهای صادراتی شیلی به‌طور یکنواخت در میان اروپا (٪۱/۲۵)، آسیا (٪۱/۳۳)، آمریکای لاتین (٪۷–۱۵)، و آمریکای شمالی (٪۱۹) قرار دارند. آمریکا به عنوان بزرگ‌ترین بازار ملی، ٪۳/۱۷ از صادرات شیلی را به خود اختصاص می‌دهد. از زمان اجرای توافقنامه تجارت آزاد آمریکا- شیلی در ژانویه ۲۰۰۴، تجارت دوجانبه ٪۸۵ افزایش یافته‌است.
در سال‌های اخیر آسیا سریعترین رشد را در بازار صادرات این کشور داشته‌است. به عنوان نمونه، شرکای تجاری شماره دو، سه، و چهار شیلی به ترتیب عبارت‌اند از چین، ژاپن و کره جنوبی. توافقنامه‌های اخیر تجارت آزاد شیلی با شرکای آسیایی و برنامه‌های انعقاد تعداد بیشتری از آن‌ها بر اهمیت فزاینده آسیا برای برنامه تجاری شیلی تأکید می‌کند.
واردات شیلی با ۳۰ میلیارد دلار (برآورد شده) در سال ۲۰۰۵ ٪۳۲ افزایش یافت که نشانگر تغییری مثبت در تقاضای مشتری و بهبود کلی اقتصادی در این کشور است. کالاهای سرمایه‌ای حدود ٪۶۶ کل واردات را تشکیل می‌دهند. ایالات متحده آمریکا در سال ۲۰۰۵، ٪۷/۱۳ (تقریباً) از واردات شیلی را تأمین نموده‌است. شیلی به‌طور یکجانبه تعرفه جامع وارداتی خود را- و برای تمام کشورهایی که با این کشور توافق‌نامه تجاری ندارند- تا ٪۶ در سال ۲۰۰۳ کاهش داد.
تعرفه‌های کارامدتر تنها بر واردات گندم، آرد گندم، شکر و در نتیجه یک نظام رشته قیمتهای وارداتی وضع می‌شوند. نرخهای قیمتی که حاکم هستند با الزامات شیلی در سازمان تجارت جهانی (WTO) در سال ۲۰۰۲ بی‌ثبات شدند، و دولت قانونی را برای تغییر آن‌ها ارائه نمود. همچنین، شیلی مجبور خواهد بود نرخهای (باندها) قیمتی را طی ۱۲ سال بر اساس مفاد توافق‌نامه تجارت آزاد آمریکا- شیلی مرحله بندی نماید.
دولتهای پیاپی شیلی به‌طور فعالی توافق نامه‌های آزادسازی- تجارت را دنبال نموده‌اند. طی دهه ۱۹۹۰، شیلی یک توافقنامه تجارت آزاد با کانادا، مکزیک، و آمریکای مرکزی امضاء نمود. شیلی همچنین توافق نامه‌های تجاری ترجیحی با کشورهای ونزوئلا، کلمبیا، و اکوادور منعقد ساخت. توافق‌نامه همکاری با مرکوسور- آرژانتین، برزیل، پاراگوئه، و اروگوئه- در اکتبر سال ۱۹۹۶ عملی شد. شیلی در پی ادامه دادن به راهکار توسعه صادرات محور، توافق نامه‌های برجسته تجارت آزادی را در سال ۲۰۰۲ با اتحادیه اروپا و کره جنوبی منعقد نمود. شیلی به عنوان عضوی از سازمان همکاری اقتصادی آسیا- پاسیفیک (APEC)، در پی جهش در مناسبات بازرگانی با بازارهای آسیایی است. از سوی دیگر، این کشور در سال‌های اخیر توافق نامه‌های تجاری آزادی را با زلاند نو، سنگاپور، برونئی، و اخیراً با جمهوری خلق چین بسته‌است. در سال۲۰۰۶، شیلی مذاکرات این گونه توافق نامه‌ها را با ژاپن و هند آغاز کرده‌است.
پس از دو سال مذاکره، آمریکا و شیلی توافق نامه‌ای را در ژوئن ۲۰۰۳ امضاء کردند. این قرارداد موجب یک تجارت دوجانبه کاملاً بدون عوارض گمرکی در طی ۱۲ سال خواهد شد. توافقنامه تجاری آزاد آمریکا- شیلی از ۱ ژانویه ۲۰۰۴ در پی تصویب کنگره‌های آمریکا و شیلی اجرائی شد. این توافق‌نامه دوجانبه مناسبات تجاری آمریکا- شیلی را بسیار گسترش خواهد داد. اصولاً عضویت شیلی در گروه ۲۰-G و و گروه کایرنز، سبب می‌شود تا این کشور به عنوان یک طرفدار قوی برای پیشرفت مذاکرات جهت منطقه آزاد تجاری کشورهای آمریکایی (FTAA) و فعال در اجلاس دوره‌ای دوحه| دورمذاکرات دوحه سازمان تجارت جهانی باشد.

## فاینانس

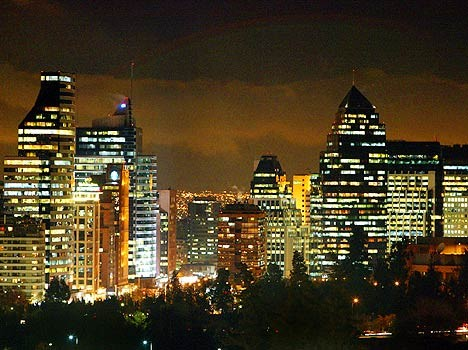
خط افق از مرکز اقتصادی سانتیاگو

بخش فاینانس (مالیه) شیلی سریعتراز حوزه‌های دیگر اقتصاد طی چند سال اخیر پیشرفت نموده است؛ قانون اصلاح بانکداری که در سال ۱۹۹۷ به تصویب رسید دامنه فعالیت مجاز خارجی را برای بانک‌های شیلی گسترش داد. دولت شیلی در سال ۲۰۰۱ آزادی بیشتری را در بازارهای سرمایه پیاده نمود. مردم شیلی از ارائه اخیر ابزارهای مالی جدیدی برخوردار شده‌اند همچون وام‌های سرمایه‌گذاری مسکن، معاملات سلف و حقوق خرید و فروش ارز، کارگذاری (مقاطعه کاری)، لیزینگ، و کارت‌های اعتباری. ارائه این محصولات جدید نیز همراه با کاربرد فزاینده از ابزار سنتی همچون وامها و کارت‌های اعتباری بوده‌است. سیستم پرداخت خصوصی مقرری شیلی، با دارائی‌های حدود ۵۴ میلیارد دلار در پایان سال ۲۰۰۴، به منبع مهمی از دارایی سرمایه‌ای برای بازار سرمایه تبدیل شده‌است.
شیلی یکی از بهترین نرخهای اعتباری (+ S&P A) را در بین کشورهای آمریکای لاتین حفظ نموده‌است. سه راه اصلی برای شرکت‌های شیلی جهت افزایش وجوه خارجی وجود دارد: وامهای بانکی، صدور اوراق بهادار (ضمانت نامه‌ها)، و فروش سهام در بازارهای آمریکا از طریق قبوض سپرده آمریکایی (ADRs). تقریباً کلیه این وجوه که از طریق این ابزار افزایش می‌یابند وارد سرمایه‌گذاری مالی در داخل شیلی می‌شوند. دولت به بازپرداخت قروض خارجی خود ادامه می‌دهد. قروض مرکب خارجی بخش‌های دولتی و خصوصی در پایان سال ۲۰۰۴، تقریباً ٪۵۰ کل تولید ناخالص ملی را تشکیل می‌داد- که بر اساس استانداردهای آمریکای لاتین رقم پایینی است.

## رتبه‌بندی‌های بین‌المللی

### کلی
- اکونومیست:جهان در سال۲۰۰۵- فهرست کیفیت زندگی در دنیا، ۲۰۰۵، رتبه ۳۱ ام در میان ۱۱۱ کشور (رتبه اول در آمریکای لاتین)

[ نوامبر۲۰۰۴]
- یو.ان.دی. پی: گزارش توسعه انسانی- فهرست توسعه انسانی؛

۲۰۰۶,
رتبه ۳۸ ام در بین ۱۷۷ کشور (رتبه دوم بعد از آرژانتین در آمریکای لاتین) ۲۰۰۶
[ نوامبر۲۰۰۶ ]

### اقتصاد
- بنیاد هریتیج/ روزنامه وال استریت:

۲۰۰۶ بایگانی‌شده  در ۴ فوریه ۲۰۰۸ توسط Wayback Machine شاخص آزادی اقتصادی، رتبه ۱۴ ام (آزاد) از میان ۱۵۷ کشور (رتبه اول در آمریکای لاتین)
[ ژانویه ۲۰۰۶]
- مؤسسه فریزر: فهرست جهانی آزادی اقتصادی| آزادی اقتصادی جهان:

۲۰۰۶ گزارش سالیانه
رتبه بیستم از ۱۳۰ کشور (مساوی با قبرس، مجارستان و پرتغال) (اول در آمریکای لاتین)
- مؤسسه بین‌المللی IMD:

رقابت جهانی در کتاب سال,
رتبه ۲۴ ام از بین ۶۱ نظام اقتصادی (در کشورها و نقاط) (اول در کشورهای آمریکای لاتین)
- مجمع اقتصاد جهان:رقابت جهانی، گزارش ۲۰۰۷-۲۰۰۶ - شاخص رقابت جهانی,

رتبه ۲۷ ام از ۱۲۵ کشور (اول در آمریکای لاتین)
[ سپتامبر۲۰۰۶]
- بانک جهانی:ثروت ملل کجاست؟ (۲۰۰۵)- ثروت عمومی به ازای فرد یا سرانه,

رتبه ۳۲ از بین ۱۱۸ کشور (رتبه چهارم در آمریکای لاتین پس از آرژانتین، اروگوئه و برزیل)
[ سپتامبر۲۰۰۵]

### سایر
- خانه آزادی:

آزادی در جهان سال ۲۰۰۶,
نمره میانگین: ۱ (آزاد) (تنها کاستاریکا و اروگوئه دو کشوری هستند که نمرات بالاتری دارند)
[ سپتامبر۲۰۰۶]
- مراقبت از کودکان:

موقعیت مادران در سال ۲۰۰۶,
رتبه ۱۹ ام از میان ۱۲۶ کشور (رتبه دوم در آمریکای لاتین پس از کاستاریکا)
[می ۲۰۰۶]
- شفاف‌سازی بین‌المللی:

۲۰۰۶ شاخص موارد افشای فساد در سال۲۰۰۶,
رتبه ۲۰ ام از میان ۱۶۳ کشور (با بلژیک و آمریکا برابر است)(رتبه اول در آمریکای لاتین)
[نوامبر ۲۰۰۶]
- مجمع اقتصادی جهان:

گزارش فناوری اطلاعات جهانی ۲۰۰۶-۲۰۰۵ –شاخص دسترسی به شبکه، رتبه ۲۹ از ۱۱۵ کشور (رتبه اول در آمریکای لاتین)
[مارس ۲۰۰۶]
- اکونومیست: جهان در سال۲۰۰۷- شاخص دموکراسی سال۲۰۰۶,

رتبه ۳۰ ام در بین ۱۶۷ کشور (رتبه سوم در آمریکای لاتین پس از کاستاریکا و اروگوئه)
[نوامبر ۲۰۰۶]
- فدکس:قدرت دسترسی- شاخص دسترسی در سال۲۰۰۶,

رتبه ۳۲ در بین ۷۵ کشور (در آمریکای لاتین رتبه اول را دارد)
[می ۲۰۰۶]
- ای.تی. کرنی/ سیاست خارجی| مجله سیاست خارجی:

شاخص جهانی شدن در سال ۲۰۰۵,
رتبه ۳۴ ام از ۱۶۲ کشور (رتبه دوم در آمریکای لاتین پس از پاناما)
[آوریل ۲۰۰۵]
- دانشگاه براون:

ششمین تحقیق سالانه دولت الکترونیک در جهان ۲۰۰۶,
رتبه ۳۴ از ۱۹۸ کشور (اول در آمریکای لاتین)
[اوت ۲۰۰۶]
- دانشگاه ییل/ دانشگاه کلمبیا:

۲۰۰۵ شاخص ثبات محیطی سال ۲۰۰۵,
رتبه ۴۲ بین ۱۴۶ کشور (رتبه نهم در آمریکای لاتین پس از کشورهای اروگوئه، آرژانتین، برزیل، پرو، پاراگوئه، کاستاریکا، بولیوی، کلمبیا و پاناما)
[ژانویه ۲۰۰۵]
- گزارشگران بدون مرز:

شاخص آزادی مطبوعات بین‌المللی سال۲۰۰۶،
رتبه ۴۹ از ۱۶۸ کشور (جایگاه پنجم در آمریکای لاتین پس از بولیوی، کاستاریکا، پاناما، السالوادور)
[اکتبر ۲۰۰۶]
- خانه آزادی:
- خانه آزادی: آزادی مطبوعات در سال۲۰۰۶,

رتبه ۵۳ (آزاد) از ۱۹۴ کشور (رتبه دوم در آمریکای لاتین پس از کاستاریکا)
[آوریل ۲۰۰۶]